# Évacuations des civils en Grande-Bretagne pendant la Seconde Guerre mondiale

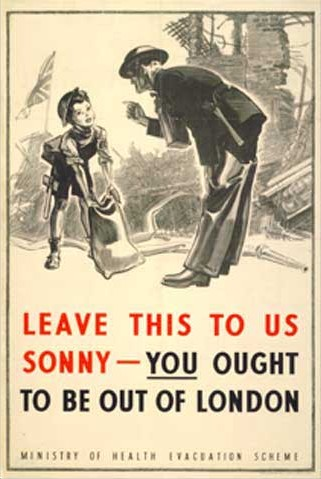
Le gouvernement britannique a informé le public du programme d'évacuation au moyen d'affiches, entre autres moyens. L'affiche représentée ici a été utilisée dans le métro de Londres.

L'évacuation des civils en Grande-Bretagne pendant la Seconde Guerre mondiale était destinée à sauver la population des zones urbaines ou militaires du Royaume-Uni des bombardements aériens des villes et des cibles militaires comme les quais. Les civils, en particulier les enfants, ont été déplacés vers des zones rurales jugées moins risquées. Les évacués portaient leurs plus beaux habits lorsqu'ils étaient évacués. L'opération Pied Piper , le 1er septembre 1939, avant la bataille d'Angleterre, avait officiellement déménagé plus de 1,5 million de personnes. D'autres vagues d'évacuation officielle et de ré-évacuation ont eu lieu depuis le Sud et la côte Est en juin 1940, quand une invasion par mer était attendue, et depuis les villes touchées par le Blitz à partir de septembre 1940. Il y avait aussi des évacuations officielles du Royaume-Uni vers d'autres parties de l'Empire britannique, et de nombreuses évacuations non officielles à l'intérieur du Royaume-Uni et depuis celui-ci. D'autres mouvements de masse de civils incluant des citoyens britanniques ont eu lieu en provenance des îles Anglo-Normandes, et de personnes déplacées en provenance d'Europe continentale.

## Plan d'évacuation
Le plan d'évacuation gouvernemental a été élaboré pendant l'été 1938 par le Comité Anderson et a été mis en œuvre par le ministère de la Santé. Le pays a été divisé en zones, classées soit « évacuation », « neutre », ou « réception », avec priorité donnée aux centres urbains majeurs et cantonnés dans des logements privés disponibles dans les zones plus rurales. Chaque zone couvrait environ un tiers de la population, bien que plusieurs zones urbaines plus tard, bombardés n'ont pas été classées pour l'évacuation. Au début de 1939, des listes de logements disponibles ont dressé dans les zones de réception. De la place pour environ 4,8 millions de personnes a été trouvé, et le gouvernement a également construit des camps d'une capacité totale de quelques milliers de places en supplément.
À l'été 1939, le gouvernement a commencé à faire connaître son plan via les autorités locales. Ils avaient surestimé la demande, seulement la moitié de tous les enfants d'âge scolaire ont été déplacés des zones urbaines au lieu des 80 % attendus. Il y avait d'énormes variations, certaines régions ont déplacé 55 % de leurs enfants, tandis que plus de 60 % des enfants résidant à Manchester et Liverpool ont été évacués. Le refus du gouvernement central de dépenser de grosses sommes pour sa préparation a également réduit l'efficacité du plan. Finalement, plus de 1 474 000 personnes ont été évacuées.

## Évacuation
L'évacuation a été officialisée le 31 août, mais a commencé le 1er septembre 1939, deux jours avant la déclaration de guerre. À Londres et dans les autres principales villes, les personnes prioritaires ont embarqué à bord de trains et ont été envoyés dans des villes et des villages ruraux dans les zones désignées. Du fait des incertitudes à l'inscription lors de l'évacuation, certaines personnes ont été séparées pour être pour la suite regroupées pour être mises dans le premier train en partance, quelle que soit sa destination. Des groupes scolaires et des familles ont également été séparés lors du transfert des trains à grandes lignes vers les transports locaux. En conséquence, certaines zones d'accueil ont été submergées. Les ports de Est-Anglie ont reçu de nombreux enfants évacués de Dagenham. Certaines zones de réception ont reçu plus de personnes évacuées que le nombre prévu et d'autres se sont retrouvées recevoir des personnes d'un groupe prioritaire ou d'une classe sociale différente de celles pour lesquelles elles avaient été préparées.
Près de 1,75 million de personnes ont été déplacées, et environ un tiers de toute la population totale a connu de près ou de loin les effets de l'évacuation. Dans les trois premiers jours de l'évacuation officielle, 1,5 million de personnes ont été déplacées dont 827 000 enfants d'âge scolaire ; 524 000 mères et jeunes enfants (moins de 5 ans) ; 13 000 femmes enceintes ; 7 000 personnes handicapées et plus 103 000 enseignants et autres « aides ». Les accueillants ont souvent été mis à rude épreuve, notamment par de nombreux enfants qui semblaient être plus vulnérables aux symptômes de stress tels que l'énurésie et d'autres maux (certaines estimations allaient de 4 % et 33 %).
Deux autres millions ou plus d'individus plus fortunés ont été évacués via des moyens privés, certains demeurant dans des hôtels et plusieurs milliers se sont réfugiés au Canada, aux États-Unis, en Afrique du Sud, en Australie et dans les Caraïbes.
D'autres évacuations ont eu lieu. Des trésors artistiques ont été envoyés dans des dépôts éloignés ; la collection du National Gallery a passé la guerre dans une carrière en Galles du Nord. La Banque d'Angleterre a été déplacée vers la petite ville d'Overton et, en 1939-1940 a déplacé 2 154 tonnes d'or dans les coffres de la Banque du Canada à Ottawa,. La BBC a déplacé la production de variétés à Bristol et a déménagé ses cadres supérieurs dans un manoir près d'Evesham. Beaucoup de cadres supérieurs de la Post Office ont été relocalisés à Harrogate. Certaines entreprises privées ont déplacé leurs sièges sociaux ou leurs archives les plus importantes loin des grandes villes.
Le gouvernement a également pris des mesures d'autoprotection. Sous le nom de « plan Jaune, », quelque 23 000 fonctionnaires et leur paperasse ont été envoyés dans les hôtels disponibles dans les stations balnéaires et les villes thermales. D'autres hôtels ont été réquisitionnés, au cas où Londres soit détruit ou menacé par l'invasion. D'après ce plan, le noyau du gouvernement se déplacerait vers les Midlands de l'Ouest, le cabinet de guerre se déplacerait à Hindlip House près de Worcester et le Parlement à Stratford-upon-Avon.
Certaines régions fortement sollicitées ont pris les enfants dans les écoles locales en adoptant comme lors de la Première Guerre mondiale un enseignement en deux équipes prenant deux fois plus de temps mais doublant le nombre d'heures enseignées. Le déplacement des enseignants a fait que près d'un million d'enfants restant à la maison n'avait plus de maîtres.

## Autres évacuations
Une deuxième évacuation a commencé après la chute de la France. Du 13 au 18 juin 1940, environ 100 000 enfants ont été évacués (dans de nombreux cas re-évacuées). Ils ont été déplacés des zones les plus vulnérables, i.e. des villes côtières du Sud et de l'Est de l'Angleterre faisant face aux zones contrôlées par les allemands. En juillet, plus de 200 000 enfants avaient été déplacés; certaines villes dans le Kent et l'Est-Anglie ont vu leur population évacuée à hauteur de plus de 40 %. En outre, quelque 30 000 personnes sont arrivées de l'Europe continentale et, entre les 20 et 24 juin, 25 000 personnes sont arrivées en provenance des îles Anglo-Normandes.
Les hommes d'origine allemande (et plus tard italienne) ont été internées à partir de 12 mai 1940. Beaucoup des internés étaient des réfugiés du régime hitlérien. En juillet, la quasi-totalité de ces hommes ayant moins de 70 ans étaient détenus dans des camps militaires, principalement sur l'île de Man. Dans un premier temps, les mauvais traitements étaient communs. Ces conditions se sont inversées. Pour beaucoup de personnes internées, les conditions dans les camps n'ont pas été particulièrement désagréables.
En mai 1945, le conseil de réception outre-mer des enfants (Children's Overseas Reception Board - CORB) a été créé pour organiser l'évacuation des enfants vers les dominions, principalement le Canada, ainsi que l'Afrique du Sud, l'Australie et la Nouvelle-Zélande. Surprenant les prévisions plus de 210 000 demandes ont été faites jusqu'en juillet date à laquelle le programme fut stoppé. Cependant, les pénuries de moyens de transport ont rapidement ralenti l'évacuation. Après le naufrage du City of Benares, le 17 septembre 1940, l'ensemble du plan a été abandonné. Seuls 2 664 enfants ont été déplacés. Environ 13 000 enfants ont été évacués à l'étranger via des moyens privés.
Quand le Blitz a débuté en septembre 1940, il y avait des raisons claires pour les évacuations. Un voyage gratuit et une allocation de logement ont été offerts à ceux qui ont fait des arrangements privés. Il a été également donné aux enfants, aux personnes âgées, aux handicapés, aux femmes enceintes, aux malades et à ceux qui avaient perdu leurs maisons (environ 250 000 au cours des six premières semaines à Londres). Grâce à la combinaison de tous les efforts publics et privés, la population de Londres a été réduite d'un peu moins de 77 %. Comme les bombardements touchaient plusieurs villes, l'assistance aux évacuations privées a été étendue.
Londres a bien résisté aux bombardements, malgré un bombardement massif. La destruction dans les petites villes étaient plus susceptibles de provoquer la panique et des évacuations spontanées. Le nombre de personnes évacuées officiellement a atteint un sommet à 1,37 million en février 1941. En septembre, il se situait à un peu plus d'un million. À la fin de 1943, il y avait seulement 350 000 personnes officiellement dans des cantonnements. Cependant, l'arrivée des V1, à partir de juin 1944, a provoqué à nouveau un exode important de Londres. Jusqu'à 1,5 million de personnes étaient déplacés en septembre-dont seulement une proportion de 20 % étaient des personnes évacuées de façon « officielle. »
De septembre 1944, le processus d'évacuation a été officiellement arrêté et inversé pour la plupart des régions, sauf pour Londres et la côte Est. Le retour à Londres n'a été officiellement approuvé qu'en juin 1945. En mars 1946, les aides au logement ont pris fin, avec 38 000 personnes toujours sans foyer.

## Impact culturel
Le mouvement d'enfants des villes de toutes les classes sociales vers des localités rurales inconnues, sans leurs parents, ont eu un impact majeur. L'Evacuees Reunion Association  (Association de réunion des évacués) a été formée avec le soutien de l'Imperial War Museum. Elle permet aux anciens évacués de contribuer et de partager des expériences d'évacuation et aux chercheurs d'obtenir des informations telles que les effets à long terme de l'évacuation sur les enfants.
L'évacuation a donné naissance à toute une littérature de fiction pour enfants et jeunes adultes. La commodité de la situation pour l'écrivain est clair, elle permet à l'enfant d'avoir des héros d'aventures dans un monde étrange et nouveau. Certains des auteurs, comme Nina Bawden, avaient eux-mêmes vécu l'évacuation.
- Dans le roman de C. S. Lewis, Le Lion, la Sorcière blanche et l'Armoire magique (1950), les enfants Pevensie sont évacués de Londres pour le manoir majestueux qui contient une porte vers le Monde de Narnia. Il n'est jamais indiqué dans quelle partie de Angleterre la maison était située.

- Le roman de William Golding, Sa Majesté des mouches (1954), évoque un avion plein d'enfants évacués qui s'écrase sur une île tropicale.

- Dans le film L'Apprentie sorcière (1971), les enfants évacués sont pris en charge par une apprentie sorcière.

- Le roman de Nina Bawden, La Guerre de Fanny (en) (1973), parle de Carrie et Nick, qui rencontrent différentes religions quand ils sont évacuées au Pays de Galles.

- Le roman de Noel Streatfeild, Quand les sirènes se lamentaient (1974), raconte l'histoire de trois personnes évacuées et couvre des questions telles que les rations pour les évacués, la relation entre les personnes évacuées et les locaux, et les problèmes rencontrés par ceux qui sont restés.

- Le roman de Michael Morpurgo, Friend or foe (1977), évoque deux évacués qui se lient d'amitié avec l'équipage d'un bombardier allemand abattu, caché dans le Dartmoor.

- Le roman de Diana Wynne Jones, A Tale of Time City (1987) commence avec le personnage principal, Vivian, évacué de Londres. Jones a été elle-même évacuée au Pays de Galles en 1939[9].

- Le roman de Michelle Magorian, Bonne nuit, Monsieur Tom (1981)[10], raconte l'histoire de William Beech, petit garçon évacué placé chez Tom Oakley, un homme veuf âgé, d'abord revêche, qui se prend d'affection pour le petit et le sauve d'une mère maltraitante. Du roman a été tiré en 1998 un film de Jack Gold, avec John Thaw dans le rôle de Tom[11].

- Le drame télévisé de Stephen Poliakoff, Perfect Strangers (2001), comprend un long flashback de deux sœurs évacuées qui quittent la famille, et vont vivre comme des enfants sauvages dans les bois pour le reste de la guerre.

- Dans la suite Peter Pan de Disney, Retour au Pays imaginaire, les enfants de Wendy Darling, Jane et Daniel se préparent à l'évacuation avant que Jane ne soit enlevée par le capitaine Crochet.

- Les mémoires de Pam Hobbs, Ne pas oublier d'écrire : l'histoire vraie d'une personne évacuée et sa famille (2009). Une enfant de dix ans, est évacué en 1940 de Leigh-on-Sea, dans l'Essex pour le Derbyshire, où elle vit avec un nombre de familles et rencontre toute une gamme de réceptions de l'amour à la franche hostilité - et d'énormes différences culturelles.

- La trilogie Guests of War de Kit Pearson, commençant par The Sky Is Falling, raconte l'histoire d'une enfant de dix ans, Norah Stoakes et son jeune frère de Gavin, et leur évacuation à Toronto.

- Alan Derek Clifton a publié ses souvenirs d'évacué vers la Rhodésie du Nord en 1940 dans le livre intitulé, De Cockney à Colonial (et retour).

Parmi les romans pour adultes mettant en vedette l'évacuation et les évacués on peut citer :
- Put Out More Flags par Evelyn Waugh, dans laquelle l'anti-héros Basil Seal utilise son poste de directeur du cantonnement pour extorquer des pots de vin (pour les déplacer ailleurs) d'hôtes infortunés et réticents.